# Gouvernement provisoire de l'Inde libre
 (août 2024).
Si vous disposez d'ouvrages ou d'articles de référence ou si vous connaissez des sites web de qualité traitant du thème abordé ici, merci de compléter l'article en donnant les références utiles à sa vérifiabilité et en les liant à la section « Notes et références ».
1943–1945
Le gouvernement provisoire de l'Inde libre (hindi : Arzi Hukumat-e-Azad Hind, आर्ज़ी हुक़ूमत-ए-आज़ाद हिन्द, ourdou : عارضی حکومت‌ِ آزاد ہند) était un gouvernement basé à Singapour durant la Seconde Guerre mondiale et dirigé par le nationaliste indien Subhas Chandra Bose.

Le gouvernement indépendantiste indien utilisait le drapeau adopté en 1931 par le Parti du Congrès.

Allié à l'empire du Japon dans le but de renverser le Raj britannique et d'obtenir l'indépendance de l'Inde, ce mouvement nationaliste se présentait comme le gouvernement en exil de l'Inde. Il était reconnu comme le gouvernement légitime de l'Inde par les pays de l'Axe, comprenant notamment, outre l'empire du Japon, l'Allemagne nazie, la République sociale italienne ou le gouvernement collaborateur chinois.

Étendard de l'Armée nationale indienne.

Subhash Chandra Bose, après son alliance avec les Japonais, arriva à Singapour en juillet 1943 et y prit la tête de l'Armée nationale indienne, force armée indépendantiste destinée à combattre contre les troupes des Alliés. Le Gouvernement provisoire de l'Inde libre fut fondé officiellement en octobre 1943. En novembre, Subhash Chandra Bose participa en tant que représentant de l'Inde à la conférence de la grande Asie orientale organisée par les Japonais pour réunir les membres de la sphère de coprospérité de la Grande Asie orientale.
Dans ce gouvernement indépendantiste, Subhash Chandra Bose avait le statut à la fois de chef d'État, de chef du gouvernement, et de ministre de la guerre. Lakshmi Swaminathan, une gynécologue indienne expatriée à Singapour, était ministre des droits de la femme et responsable de la brigade féminine de l'Armée nationale indienne. Le gouvernement comptait également un ministre de la propagande, Subbier Appadurai Ayer (en), et un ministre des finances, A. C. Chatterji, ainsi que plusieurs conseillers de Subhash Chandra Bose, et des représentants des forces armées.
Le territoire sous l'autorité du gouvernement provisoire de l'Inde libre se limitait aux îles Andaman-et-Nicobar, envahies par les Japonais en 1942. Encore cette autorité demeura-t-elle purement théorique, les îles étant en pratique administrées par l'Armée impériale japonaise. Dans le courant 1944, le gouvernement eut une représentation à Port Blair. Subhash Chandra Bose ne visita qu'une fois le territoire, pour en prendre officiellement possession, et ne semble pas avoir eu de réels contacts avec la population des îles. Les activités du gouvernement étaient, en pratique, réductibles aux opérations menées par l'Armée nationale indienne, qui participa à la campagne de Birmanie. Les troupes indépendantistes indiennes accompagnèrent les Japonais dans le cadre de l'opération U-Go, offensive menée en Inde en 1944, et participèrent notamment à la bataille d'Imphal.
Le gouvernement nationaliste indien cessa d'exister en juillet 1945, avec le retrait des Japonais de la Birmanie et de Singapour. En fuite pour le Japon, Subhash Chandra Bose disparut apparemment dans un accident d'avion à Taïwan.

## Composition du gouvernement
- Subhas Chandra Bose, chef du gouvernement
- S. A. Ayer, ministre de la Propagande
- A. C. Chatterji, ministre des Finances
- Lakshmi Swaminathan : ministre des Affaires féminines